# Ryad Boudebouz
Ryad Boudebouz (arabisch رياض بودبوز, DMG Riyāḍ Būdabūz; * 19. Februar 1990 in Colmar) ist ein französischer Fußballspieler. Als Erwachsener entschied er sich, international für Algerien zu spielen.

## Karriere

### Verein
Der Sohn algerischer Immigranten wuchs im westlichen Colmarer Stadtquartier Europe auf; ab seinem zehnten Lebensjahr spielte er bei SR Colmar Fußball, wo sein Talent schnell die Späher des FC Sochaux aufmerksam werden ließ. 2002 holte Sochaux Boudebouz in sein Ausbildungszentrum. Bereits drei Jahre später spielte er für die französische U-17-Nationalmannschaft. 2007 gewann er mit Sochaux’ A-Jugend-Team die Coupe Gambardella, Frankreichs wichtigsten Nachwuchswettbewerb.
Vor Beginn der Saison 2008/09 unterschrieb Ryad Boudebouz seinen ersten Profivertrag und gab Anfang Oktober 2008 beim Auswärtsspiel gegen OGC Nizza auch sein Debüt in der höchsten Spielklasse. Vier Wochen später erzielte er darüber hinaus sein erstes Ligator beim 2:1-Sieg der Lionceaux – so der in Frankreich verbreitete Spitzname der Mannschaft aus Sochaux – über Le Mans UC. Im selben Jahr wurde er auch in die U-19-Nationalelf berufen und bei der Qualifikation zur Europameisterschaft 2009 dieser Altersgruppe eingesetzt. In diesem Kreis bestritt er bis zum EM-Halbfinale neun Spiele, wobei ihm ein Treffer gelang. Seine Torgefährlichkeit wies er auch beim FC Sochaux nach; so gelang ihm im Viertelfinale des französischen Pokals Anfang 2010 ein sehenswerter Treffer, als er Monacos Torhüter Stéphane Ruffier aus dem Anstoßkreis heraus mit einem Heber überwand. Obwohl er Linksfuß ist, wird er im Verein meist auf der rechten Außenbahn eingesetzt.
Im Jahr 2015 folgte der Wechsel zum Ligakonkurrenten HSC Montpellier. Dort stand er insgesamt 71-mal auf dem Platz und erzielte 13 Tore.
Nach zwei Jahren beim südfranzösischen Club sicherte sich Betis Sevilla aus der Primera División Boudebouz' Dienste und stattete ihn mit einem Vertrag bis 2021 aus. In der Saison 2018/19 stand er bis Ende Januar 2019 nur bei neun von 21 möglichen Ligaspielen tatsächlich auf dem Platz. Boudebouz wurde dann für den Rest der Saison an den Ligakonkurrenten Celta Vigo mit anschließender Kaufoption ausgeliehen.
Zur Saison 2019/20 wechselt er nach Frankreich und unterschrieb einen Vertrag mit einer Laufzeit von drei Jahren bei AS Saint-Étienne.
Nach Ablauf des Vertrags wechselte er nach Saudi-Arabien, wo er sich al-Ahli anschloss. Nach einem Jahr zog er weiter zum Ohod Club in die Saudi First Division League.

### Nationalmannschaft
Kurz zuvor hatte Ryad Boudebouz sich auch angesichts der Tatsache, dass er derzeit selbst im erweiterten Spielerkreis keine Berücksichtigung fand, dafür entschieden, seine internationale Karriere nicht mehr bei den Nationalmannschaften Frankreichs, sondern bei der A-Nationalmannschaft Algeriens fortzusetzen. Anfang Mai 2010 nahm ihn Rabah Saâdane, der Nationaltrainer der „Wüstenfüchse“ (als Fennecs wird die algerische Landesauswahl bezeichnet), ins Trainingslager nach Crans-Montana mit und berief ihn auch in das Aufgebot für die Weltmeisterschaftsendrunde in Südafrika. Ende Mai bestritt er sein erstes A-Länderspiel bei der algerischen 0:3-Niederlage gegen Irland und wurde auch am 6. Juni in Fürth gegen die Vereinigten Arabischen Emirate (1:0) eingewechselt. Bei der WM-Endrunde traf Algerien in der Gruppenphase auf Slowenien, England und auf die USA. Boudebouz kam nur beim 0:0 im zweiten Gruppenspiel gegen Gruppenfavorit England zum Einsatz. Am 12. November 2011 erzielte er im Freundschaftsspiel gegen Tunesien den 1:0-Siegtreffer, sein erstes Länderspieltor für Algerien.
Im November 2011 wurde er zu Algeriens Fußballer des Jahres gewählt. Nachdem er im Januar 2013, während der Fußball-Afrikameisterschaft 2013, zusammen mit Hameur Bouazza im Mannschaftshotel beim Shisha-Rauchen erwischt worden war, wurde er von Nationaltrainer Vahid Halilhodžić allerdings nicht mehr berücksichtigt.
Erst im Mai 2014 fand er wieder Berücksichtigung, als er in den vorläufigen WM-Kader der Algerier berufen wurde. Dabei fungierte er allerdings nur als Reservist auf Abruf, weshalb er nicht am Trainingslager der Mannschaft teil- und Halilhodžić ihn auch nicht zur Endrunde in Brasilien mitnahm.

## Erfolge
- Gewinn der Coupe Gambardella: 2007
- Algerischer Fußballer des Jahres: 2011